# Johnny Millar

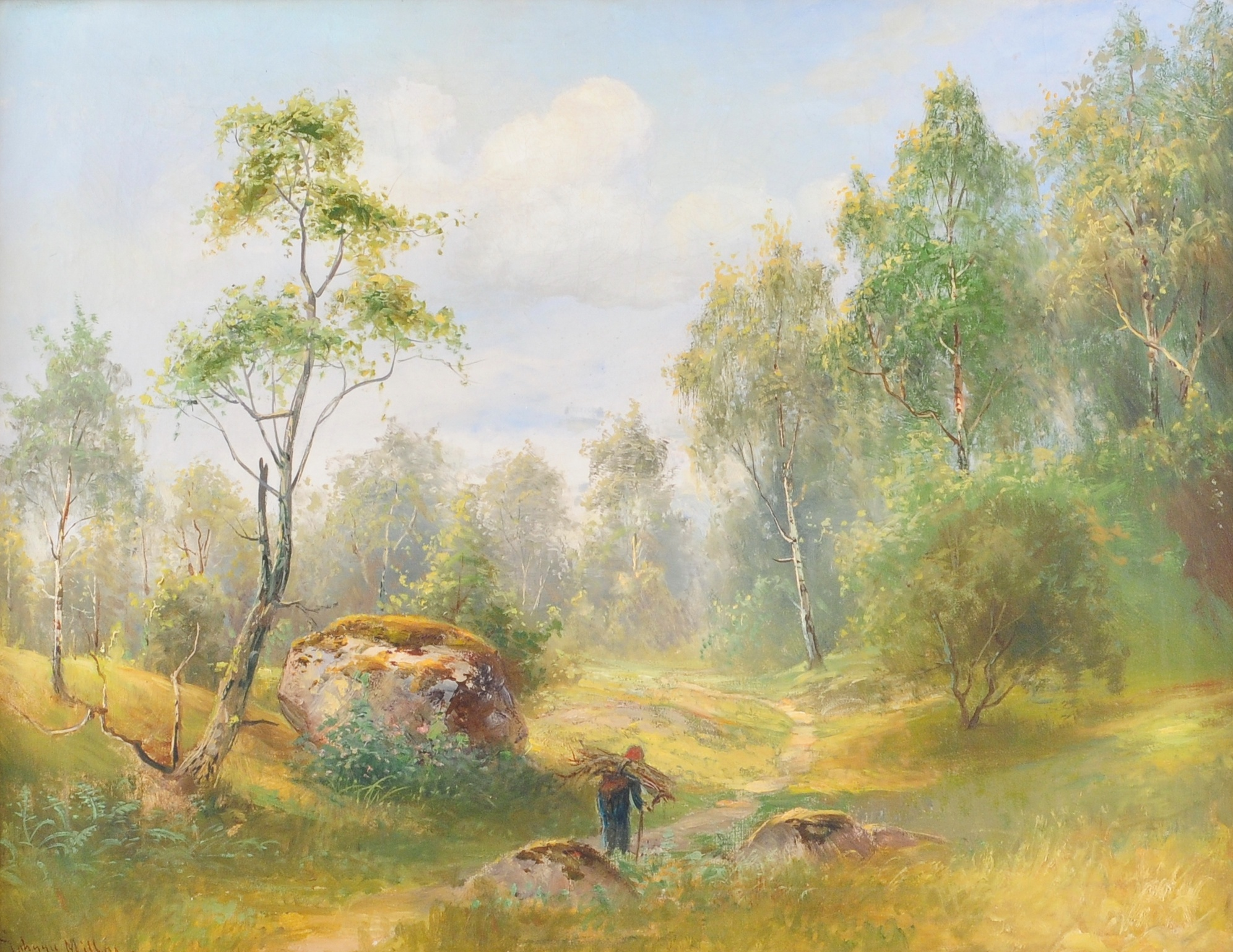
Man i sommarlandskap, av Johnny Millar.

Johnny Millar, ursprungligen Johan Adolf Melin, född 10 juli 1855 på Töve, Övregården i Södra Vings socken, Älvsborgs län, död 15 april 1939 i Dörby församling, Kalmar län, var en svensk konstnär.
Johnny Millar var från början hans artistnamn, men senare antogs namnet Millar som familjenamn.

## Biografi
Fadern var Gårdfarihandlare sk. Knalle med resor till Norge men verkade även som lantbrukare och körsnär. Som 17-åring gick Johnny Millar Chalmers ritskola i Göteborg. Mot faderns vilja flyttade Millar 1870 till Stockholm fast besluten att bli konstnär. Där arbetade han som dekorationsmålare parallellt med studier vid Slöjdskolan. Han antogs 1875 som elev vid Konstakademien. Där studerade han fram till 1881 och hade som studiekamrater bland annat Jenny Nyström, Anders Zorn och Bruno Liljefors. Han återvände till Göteborg 1881 där han arbetade för fotografen Aron Jonason.
Efter studierna kom han att bo på många orter både i Norge och Sverige. Omkring 1890 drev han konstskola i Kristiania. I mars 1893 gifte han sig med konstnären Amalia Fagerström, dotter till kyrkomålaren Elias Fagerström. Dottern Linnéa Millar-Blomqvist (1901–2000) var också konstnär. Även hennes dotter Siv Blomqvist (1927-2018) var konstnär.
Johnny Millar är representerad vid bland annat Kalmar konstmuseum, Vänersborgs museum, Länsmuseet Gävleborg och Kalmar läns museum.